# 阿兰·加西亚·佩雷斯

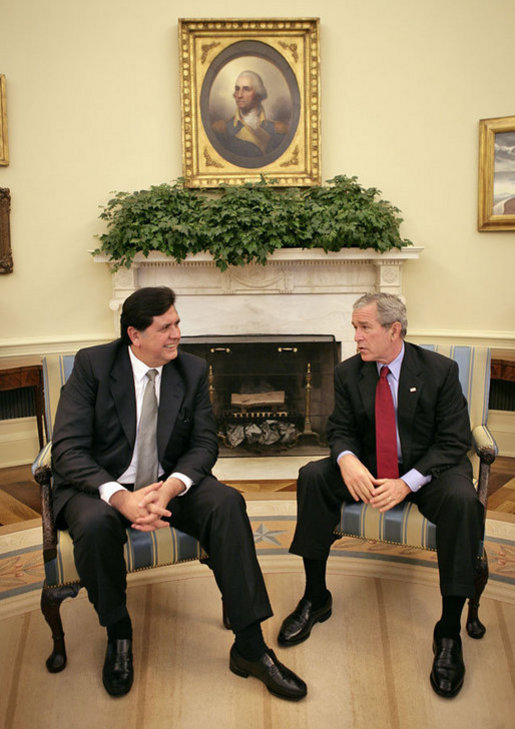
他與美國前總統喬治·W·布希在白宫会谈，2006年10月10日

阿兰·加夫列尔·路德维格·加西亚·佩雷斯（西班牙語：Alan Gabriel Ludwig García Pérez，1949年5月23日—2019年4月17日），生于利马，秘鲁政治家，秘鲁阿普拉党总书记，1985年至1990年和2006年至2011年兩次擔任秘鲁总统。2019年4月17日，作为洗车行动的一部分，加西亚因涉嫌贪腐，在被秘鲁警方逮捕前开枪自杀，随后被送往医院抢救，最终医治无效身亡。

## 生平
阿蘭·加西亞1949年5月23日生於利馬市的一個阿普拉黨世家。加西亞上小學時就加入了阿普拉青年聯合會， 17歲中學畢業時加入了阿普拉黨，投身於阿普拉事業。此後，加西亞先後在秘鲁天主教大学和国立圣马尔科斯大学讀書，1971年獲法學碩士學位。1972年畢業於秘聖馬科斯大學，獲法學學士學位。由於貝拉斯科軍政府限制政黨活動，加西亞前往歐洲求學。他先在西班牙讀書。1972年獲法學博士學位。1973年又赴法国巴黎進修。之後獲西班牙馬德里大學法學博士和法國巴黎大學社會學博士學位和律師学位。

### 参政
70年代中期，秘鲁局势出现军人还政于民的形势，阿普拉党要求流亡国外的党员回国。加西亚于1976年回到秘鲁后，深得党的领袖阿亚的赏识。1978年6月18日，阿亚当选立宪大会主席，加西亚等37名党员当选由100人组成的立宪大会成员，阿普拉党成为大会中第一大力量。阿普拉党主席阿亚力荐，加西亚担任党的组织书记。
为了即将到来的1980年大选，阿普拉党全力支持党领袖阿亚参选，但阿亚在1979年不幸病逝，结果阿普拉党在1980年大选中败选。加西亚展现出他的过人才干和领袖气质，他对阿普拉事业忠贞不二，充满活力，具有雄辩的口才，在群众中甚有魅力，逐渐赢得全党普遍的敬佩与信赖，并随后在1980年当选全国众议员。
1982年10月，阿普拉党召开第十四次代表大会，33岁的加西亚在大会上当选为总书记，掌握了党的领导权。加西亚随后关于克服党内矛盾、争取党外力量的支持和更新党的政策策略的努力也为广大党员所拥护。在1984年2月的党内选举中，加西亚当选总统候选人，成为继阿亚之后的该党第二代领袖。

### 当选总统
在1985年大選中，36歲的加西亞一舉獲勝，成為秘魯獨立以來最年輕的總統，從而使阿普拉黨獲得歷史性突破，首次上台執政。1985年7月28日加西亚就任總統后，面臨的卻是經濟凋敝、債台高築、貧困嚴重、恐怖活動猖獗的困境。在執政的頭兩年，他採取了非正統經濟模式，既不靠貸款也不靠外國投資，而是通過刺激國內需求繁榮經濟；制定了勞工穩定法，以超過物價上漲的幅度增加職工工資；在就業、衛生、社會保險上向下層群眾傾斜，增加食品補貼，對農村發展和水電道路建設給予資金支持等。他還實行「限額還債」的政策，即只用出口收入的 10% 償還外債。在當年9月召開的聯合國大會上加西亞提出，「如果不能解決外債這個欠發達國家的基本問題，秘魯將拋開國際貨幣基金組織」。加西亞政府的努力在初期曾取得一定成效， 1986年和1987年的國內生產總值增長率分別達到8.5%和6.9%。 
随后，秘鲁经济严重恶化，自1988年起经济连续3年出现负增长，通货膨胀率曾高达7649%。同时，加西亚打击暴力恐怖活动的措施未能奏效，爆炸、绑架、袭击等愈演愈烈。在这种形势下，阿普拉党的威信急剧下跌，结果在1990年大选中失败。

### 流亡海外
加西亞在1992年2月被再次选为总书记。他卸任不久后，秘鲁司法部门开始启动对他的腐败调查。1992年4月5日阿尔韦托·藤森发动軍事政變，动用军队解散了议会，改组了司法机构。5日当晚，军队前往加西亚家中抓捕他，他仗着身材高大蹿上邻居屋顶才得以逃脱，在朋友家中躲藏两个月后前往哥伦比亚避难，此后9年，一直居住在波哥大和巴黎。
在流亡期间，加西亚反思，认为既要坚持阿亚创立的阿普拉主义、坚持民族主义和民众主义学说，又要总结自己执政成败的经验教训，发展阿普拉主义。

### 东山再起
2000年11月，藤森政府倒台。翌年1月18日秘鲁最高法院取消逮捕加西亚的命令，他于1月27日返回利马，结束了将近9年的流亡生活。随后，他即被阿普拉党推举为总统候选人参加当年4月8日的大选。2001年代表阿普拉党參加總統選舉，在6月3日第二轮选举中，加西亚败于“可行的秘鲁”党的候选人托莱多。
2004年6月，阿普拉党召开第二十二次代表大会，再次选举加西亚为党的主席。准备再次参于2006年秘鲁大选。2006年6月4日，加西亞针对大选的两名主要对手左翼的胡马拉和右翼的弗洛雷斯的特点，大打“中间牌”，既反左也反右，既批评弗洛雷斯秉承垄断者的旨意，漠视劳动者的权利，又批评胡马拉是假民族主义者，以极端政策蛊惑民众，积极树立自己的稳健形象。加西亞在第二輪投票中贏得52.6%的選票，戰勝左翼政黨秘魯團結黨，成功再次當選秘鲁總統，並於7月28日就職。加西亚表示，他领导的新一届政府绝不会重犯以前的错误，而要成为一个“和解、对话和开放的政府”。2011年卸任總統後，加西亞大部分時間在西班牙馬德里居住。

### 涉贪受查
巴西司法界2014年发起反腐败调查“洗车行动”，牵出巴西大建筑商歐德布茲为获取政府工程项目合同行贿巴西和其他南美国家政界人士的丑闻。南美政坛多名现任及前任高官受到调查、起诉乃至刑罚，包括秘鲁五名前总统。歐德布兹被指控在2001年至2016年期间，以近8億美元的黑金賄賂相關官員，換取多國重大基建工程，而歐德布茲在2016年已經承認罪行。該案成為拉美洲歷來最大宗的貪污案。
2018年12月，加西亞受司法机关传唤、返回利马作证。检方随后向法院申请推迟听证并禁止加西亚离境。法院随后裁定，加西亚18个月内不得离境。加西亞涉嫌在第二任期期間，收受巴西建築商歐德布茲的賄賂，批出有利於對方的利馬地鐵工程合約，但加西亞否認有關一切指控，表示这些指控“没有任何证据”，且指责秘鲁检察官仅仅是“推测”。加西亞随后进入秘鲁首都利马的乌拉圭大使馆和大使官邸，与乌拉圭总统塔瓦雷·巴斯克斯通电话，寻求政治庇护，但在16天后因申请案遭駁回而離開大使馆。这是加西亞第二次因为涉嫌贪腐而寻求在异国避难。

## 自殺身亡

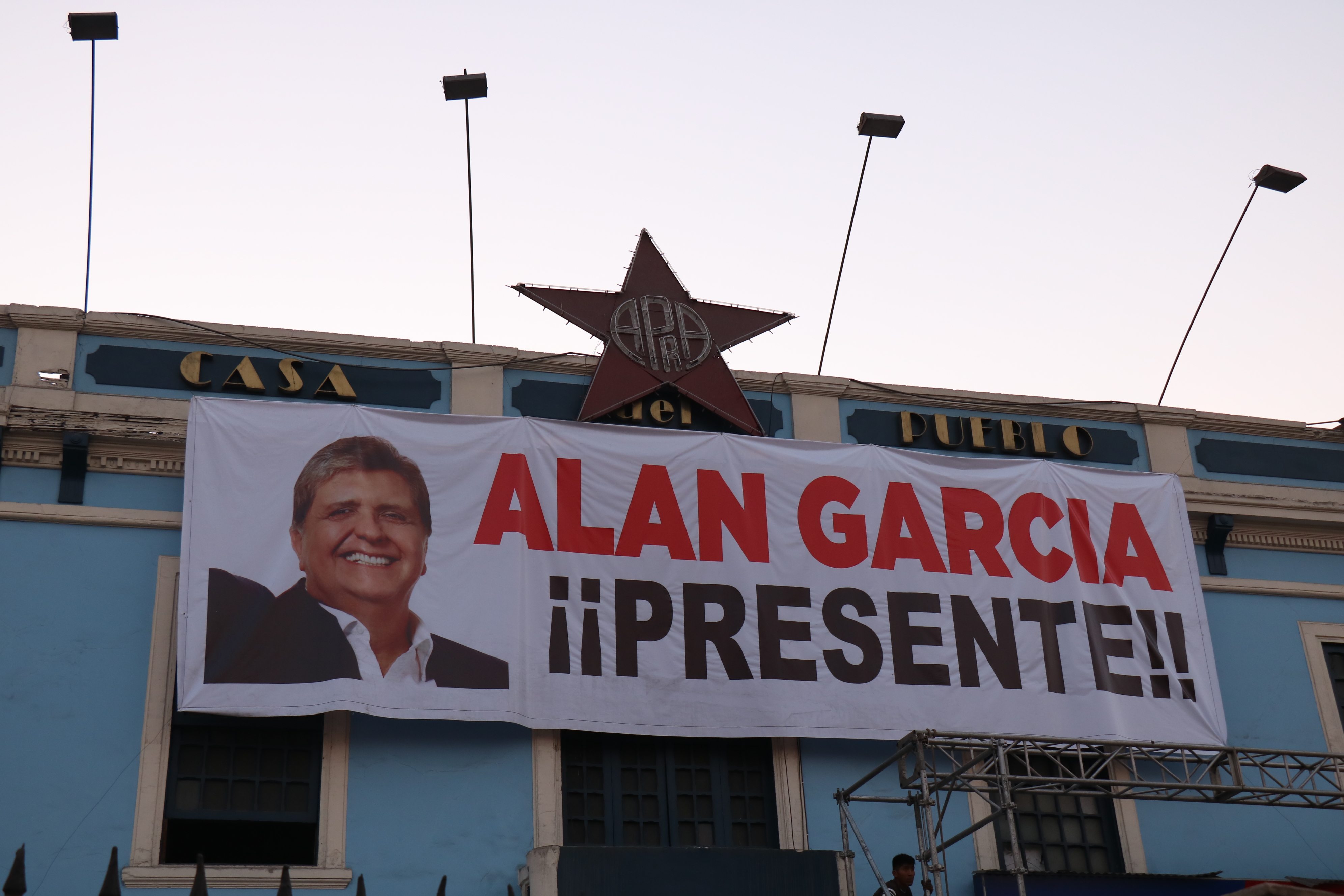
加西亞的葬禮

2019年4月18日，秘魯司法當局當天早晨宣佈對正在接受調查的加西亞實行10天拘捕，以讓當局有時間搜集證據和防止加西亞逃逸。執法警察隨後前往加西亞住宅對其實施拘捕。警方人員來到加西亞位於利馬米拉弗洛雷斯區的家中，他要求給律師打電話，然後就走回房間並關上門，幾分鐘後傳出槍聲。警方破門而入發現加西亞頭部有傷口，隨即把他送往醫院接受緊急手術。醫護人員表示，加西亞頭部被子彈打穿，在搶救期間出現心跳停止現象，3次被搶救回來但最後傷重不治。
加西亞所屬政黨阿普拉黨表示難過与震惊，加西亞的遗体在首都利马的黨總部設靈，靈柩其後移送火化。秘鲁政府仍按照前总统礼遇，为阿兰·加西亚举办国葬，全国哀悼三日。
4月20日，加西亞的女儿公开父亲遺書中的内容指出：「我不會被羞辱的。我已看過其他囚犯戴著手銬遊街示眾，生活在悲慘中，但阿兰·加西亞毋須承受如此不公義對待。為此原因，我決定這麼做，將尊嚴留給孩子；對我的朋友，我留下驕傲；對我的敵人，我的遺體標誌着我對他們的蔑視。」加西亞直至死前都自稱無辜，否认一切对他的贪污指控。

## 家庭
阿蘭·加西亞的父亲卡洛斯·加西亞·龍塞羅斯是秘魯阿普拉黨的全國組織書記，母亲妮塔·佩雷斯為阿普拉黨大學事務負責人。加西亞從小就受到阿普拉黨鬥爭的熏陶。加西亞出世時正值奧德里亞軍政府上台之初對阿普拉黨大肆鎮壓之際，父亲被捕身陷囹圄，加西亞直到5歲時才第一次見到出獄的父亲。
在歐洲留学期間，加西亞邂逅了正在攻讀經濟學的阿根廷姑娘皮拉爾·諾雷斯，皮拉爾的父親是阿根廷科爾多巴大學校長。加西亞有过两段婚姻，加西亞與前妻離婚後第二任妻子是皮拉爾·諾雷斯。皮拉爾始终支持加西亞，对于丈夫的政治之路有很大的帮助，二人共育有一子三女。加西亞一共有5个孩子，4女1男。

### 私生子爆光
2006年10月21日，秘鲁记者曝料称，总统加西亚曾与夫人分居，并在此期间与一名情妇秘密同居，并且还生下了一个私生子。10月23日，加西亞举行新闻发布会，公开承认自己在2004年4月至2005年10月期间，与一名女子同居，并于2005年2月生下了一个男孩。
加西亚的这名情妇是秘鲁著名“美女经济学家”伊丽莎白·罗香妮·奇斯曼·拉科维克。时年45岁的拉科维克出生于美国，拥有美国和秘鲁双重国籍。据知情人透露，早在1989年拉科维克便与加西亚展开了地下情，甚至还曾与后者在1992年至2001年海外流亡期间，追随他至巴黎。他们的儿子被“公之于众”时已经20个月大，当时生活在美国。
皮拉爾最后原谅了丈夫，加西亚说，他和诺雷斯分居后于去年10月份重归于好，此次之所以敢于自曝家丑，是因为妻子给了他“道德支持”。加西亚说：“我对能得到妻子的理解感到满意。她向我和秘鲁展示了她作为母亲和妻子的尊严。”加西亚坦言，自己早些时候不敢将这段家丑大白于天下，是因为他“不愿意自己和孩子的隐私权受到侵犯”。
2009年2月18日，加西亚在利马总统府迎接其已满4岁的私生子，对外表示他从未否认过费德里科是自己的孩子，也从未逃避履行父亲的责任和义务。加西亚说：“只要我活着，我将把他当作儿子一样保护。我保证他受到良好教育，并将尽力为他提供一切。”加西亚拒绝透露有关奇斯曼和费德里科的具体情况。
观察家认为，加西亚之所以爽快认下私生子，显然因为有秘鲁前总统托莱多的前车之鉴。托莱多2001年就职后不久，也曾被曝光有一个名叫萨拉伊的13岁私生女，尽管医学鉴定认为托莱多是萨拉伊生父的可能性高达97%，但托莱多一直否认自己有私生女。当时80%的秘鲁人都相信萨拉伊是托莱多的私生女。托莱多拒绝承认导致民意支持率一度跌到了15%。2002年10月秘鲁内阁就这一问题召开紧急会议，托莱多在多方压力下硬着头皮承认了这个私生女，并支付给了萨拉伊和她母亲10万美元的补偿费。